# Ділянка пралісу (заповідне урочище, Сторожинецький район)
Діля́нка пра́лісу — заповідне урочище в Україні. Розташоване в межах Сторожинецького району Чернівецької області, на південний захід від смт Красноїльськ. 
Площа 11 га. Статус присвоєно згідно з рішенням облвиконкому від 30.05.1979 року № 198. Перебуває у віданні ДП «Сторожинецький лісгосп» (Лаурське л-во, кв. 20, вид. 2). 
Статус присвоєно для збереження частини лісового масиву, яка має ознаки пралісу. У деревостані — смереки і ялиці віком 140 років.